# Christina Groth
Christina Groth, conosciuta anche come Stina Stina (Copenaghen, 1970), è una cantante danese.

## Biografia
Christina Groth è salita alla ribalta nel 1992 come parte del gruppo Sound of Seduction insieme a Remee e Marie Hecht, con cui ha pubblicato tre album: Time Is Running Out (1993), A Cozy Condition (1994) e Welcome (1995).
Dopo lo scioglimento del gruppo nel 1996, si è concentrata sulla sua carriera da solista. Nel 2000 è uscito l'album di debutto Dumb Angel sotto lo pseudonimo di Stina Stina. Dal 2003 utilizza il suo nome reale, su cui ha pubblicato i dischi Driven (2004) e Piety Street (2006). Il suo maggiore successo commerciale come solista è il singolo del 2003 Rock Your Body, che ha conquistato la 5ª posizione nella classifica danese, la Track Top-40.

## Discografia

### Album in studio
- 2000 – Beautiful Minor
- 2004 – Driven
- 2006 – Piety Street

### Singoli
- 2000 – Be Thankful
- 2000 – Smile (Dumb Angel)
- 2001 – Next to You
- 2001 – Don't Talk
- 2003 – Rock Your Body
- 2004 – Set It Off
- 2004 – Right Here with Me

#### Come artista ospite
- 2001 – Gi den op i den her discoting (Dee Pee feat. Stina Stina & B-Dreng)